# Tour de France 2014 – 11. etap
11. etap kolarskiego wyścigu Tour de France 2014 odbył się 16 lipca. Start etapu miał miejsce w miejscowości Besançon, zaś meta w Oyonnax. Etap liczył 197,5 kilometra.
Zwycięzcą etapu został francuski kolarz Tony Gallopin. Drugie miejsce zajął Niemiec John Degenkolb, a trzecie Włoch Matteo Trentin.

## Premie
Na 11. etapie były następujące premie:
| Rodzaj | Rodzaj            | Miejscowość/ Miejsce | Kilometry (od startu) | Kilometry (do mety) |
| ------ | ----------------- | -------------------- | --------------------- | ------------------- |
|        | Lotna             | Charcier             | 89 km                 | 98,5 km             |
|        | Górska (III kat.) | Côte de Rogna        | 141 km                | 46,5 km             |
|        | Górska (III kat.) | Côte de Choux        | 148,5 km              | 39 km               |
|        | Górska (IV kat.)  | Côte de Désertin     | 152,5 km              | 35 km               |
|        | Górska (III kat.) | Côte d'Échallon      | 168 km                | 19,5 km             |

### Wyniki
| Lotna – Charcier |                    |        |        |
| Miejsce          | Zawodnik           | Zespół | Punkty |
| 1.               | Cyril Lemoine      | COF    | 20     |
| 2.               | Martin Elmiger     | IAM    | 17     |
| 3.               | Anthony Delaplace  | BSE    | 15     |
| 4.               | André Greipel      | LTB    | 13     |
| 5.               | Marcel Kittel      | GIA    | 11     |
| 6.               | Alexander Kristoff | KAT    | 10     |
| 7.               | Mark Renshaw       | OPQ    | 9      |
| 8.               | Bryan Coquard      | EUC    | 8      |
| 9.               | Roy Curvers        | GIA    | 7      |
| 10.              | Yohann Gène        | EUC    | 6      |
| 11.              | Peter Sagan        | CAN    | 5      |
| 12.              | Christian Meier    | OGE    | 4      |
| 13.              | Jean-Marc Marino   | CAN    | 3      |
| 14.              | Elia Viviani       | CAN    | 2      |
| 15.              | Alessandro Vanotti | AST    | 1      |

| Górska – Côte de Rogna |                |        |        |
| Miejsce                | Zawodnik       | Zespół | Punkty |
| 1.                     | Martin Elmiger | IAM    | 2      |
| 2.                     | Jan Bakelants  | OPQ    | 1      |

| Górska – Côte de Choux |                |        |        |
| Miejsce                | Zawodnik       | Zespół | Punkty |
| 1.                     | Martin Elmiger | IAM    | 2      |
| 2.                     | Nicolas Roche  | TTS    | 1      |

| Górska – Côte de Désertin |                |        |        |
| Miejsce                   | Zawodnik       | Zespół | Punkty |
| 1.                        | Martin Elmiger | IAM    | 1      |

| Górska – Côte d'Échallon |                      |        |        |
| Miejsce                  | Zawodnik             | Zespół | Punkty |
| 1.                       | Nicolas Roche        | TTS    | 2      |
| 2.                       | Alessandro De Marchi | CAN    | 1      |

## Wyniki etapu
| Miejsce | Zawodnik               | Państwo           | Zespół                               | Czas       | Punkty |
| ------- | ---------------------- | ----------------- | ------------------------------------ | ---------- | ------ |
| 1.      | Tony Gallopin          | Francja           | Lotto-Belisol                        | 4h 25' 45" | 30     |
| 2.      | John Degenkolb         | Niemcy            | Team Giant-Shimano                   | +0"        | 25     |
| 3.      | Matteo Trentin         | Włochy            | Omega Pharma-Quick-Step Cycling Team | +0"        | 22     |
| 4.      | Daniele Bennati        | Włochy            | Tinkoff-Saxo                         | +0"        | 19     |
| 5.      | Simon Gerrans          | Australia         | Orica GreenEdge                      | +0"        | 17     |
| 6.      | José Joaquín Rojas     | Hiszpania         | Movistar Team                        | +0"        | 15     |
| 7.      | Greg Van Avermaet      | Belgia            | BMC Racing Team                      | +0"        | 13     |
| 8.      | Samuel Dumoulin        | Francja           | Ag2r-La Mondiale                     | +0"        | 11     |
| 9.      | Peter Sagan            | Słowacja          | Cannondale Pro Cycling               | +0"        | 9      |
| 10.     | Kévin Reza             | Francja           | Team Europcar                        | +0"        | 7      |
| 11.     | Romain Bardet          | Francja           | Ag2r-La Mondiale                     | +0"        | 6      |
| 12.     | Sylvain Chavanel       | Francja           | IAM Cycling                          | +0"        | 5      |
| 13.     | Bram Tankink           | Holandia          | Belkin Pro Cycling Team              | +0"        | 4      |
| 14.     | Bauke Mollema          | Holandia          | Belkin Pro Cycling Team              | +0"        | 3      |
| 15.     | Jurgen Van den Broeck  | Belgia            | Lotto-Belisol                        | +0"        | 2      |
| 16.     | Paul Voss              | Niemcy            | Team NetApp-Endura                   | +0"        | —      |
| 17.     | Jakob Fuglsang         | Dania             | Astana Pro Team                      | +0"        | —      |
| 18.     | Fränk Schleck          | Luksemburg        | Trek Factory Racing                  | +0"        | —      |
| 19.     | Geraint Thomas         | Wielka Brytania   | Team Sky                             | +0"        | —      |
| 20.     | Vincenzo Nibali        | Włochy            | Astana Pro Team                      | +0"        | —      |
| 21.     | Alejandro Valverde     | Hiszpania         | Movistar Team                        | +0"        | —      |
| 22.     | Jean-Christophe Péraud | Francja           | Ag2r-La Mondiale                     | +0"        | —      |
| 23.     | Leopold König          | Czechy            | Team NetApp-Endura                   | +0"        | —      |
| 24.     | Richie Porte           | Australia         | Team Sky                             | +0"        | —      |
| 25.     | Rafał Majka            | Polska            | Tinkoff-Saxo                         | +0"        | —      |
| 26.     | Tejay van Garderen     | Stany Zjednoczone | BMC Racing Team                      | +0"        | —      |
| 27.     | Steven Kruijswijk      | Holandia          | Belkin Pro Cycling Team              | +0"        | —      |
| 28.     | Michał Kwiatkowski     | Polska            | Omega Pharma-Quick-Step Cycling Team | +0"        | —      |
| 29.     | Mikel Nieve            | Hiszpania         | Team Sky                             | +0"        | —      |
| 30.     | Thibaut Pinot          | Francja           | FDJ.fr                               | +0"        | —      |
|         |                        |                   |                                      |            |        |
| 86.     | Nicolas Roche          | Irlandia          | Tinkoff-Saxo                         | +8' 14"    | —      |

## Klasyfikacje po 11. etapie

### Klasyfikacja generalna
| Miejsce | Zawodnik               | Państwo           | Zespół                               | Czas        |
| ------- | ---------------------- | ----------------- | ------------------------------------ | ----------- |
|         | Vincenzo Nibali        | Włochy            | Astana Pro Team                      | 46h 59' 23" |
| 2.      | Richie Porte           | Australia         | Team Sky                             | +2' 23"     |
| 3.      | Alejandro Valverde     | Hiszpania         | Movistar Team                        | +2' 47"     |
| 4.      | Romain Bardet          | Francja           | Ag2r-La Mondiale                     | +3' 01"     |
| 5.      | Tony Gallopin          | Francja           | Lotto-Belisol                        | +3' 12"     |
| 6.      | Thibaut Pinot          | Francja           | FDJ.fr                               | +3' 47"     |
| 7.      | Tejay van Garderen     | Stany Zjednoczone | BMC Racing Team                      | +3' 56"     |
| 8.      | Jean-Christophe Péraud | Francja           | Ag2r-La Mondiale                     | +3' 57"     |
| 9.      | Bauke Mollema          | Holandia          | Belkin Pro Cycling Team              | +4' 08"     |
| 10.     | Jurgen Van den Broeck  | Belgia            | Lotto-Belisol                        | +4' 18"     |
| 11.     | Jakob Fuglsang         | Dania             | Astana Pro Team                      | +4' 31"     |
| 12.     | Michał Kwiatkowski     | Polska            | Omega Pharma-Quick-Step Cycling Team | +4' 39"     |
| 13.     | Geraint Thomas         | Wielka Brytania   | Team Sky                             | +5' 17"     |
| 14.     | Rui Costa              | Portugalia        | Lampre-Merida                        | +5' 34"     |
| 15.     | Mikel Nieve            | Hiszpania         | Team Sky                             | +6' 03"     |
| 16.     | Pierre Rolland         | Francja           | Team Europcar                        | +6' 47"     |
| 17.     | Chris Horner           | Stany Zjednoczone | Lampre-Merida                        | +7' 33"     |
| 18.     | Laurens ten Dam        | Holandia          | Belkin Pro Cycling Team              | +7' 42"     |
| 19.     | Haimar Zubeldia        | Hiszpania         | Trek Factory Racing                  | +8' 01"     |
| 20.     | Leopold König          | Czechy            | Team NetApp-Endura                   | +8' 25"     |

### Klasyfikacja punktowa
| Miejsce | Zawodnik           | Państwo   | Zespół                               | Punkty   |
| ------- | ------------------ | --------- | ------------------------------------ | -------- |
|         | Peter Sagan        | Słowacja  | Cannondale Pro Cycling               | 301 pkt. |
| 2.      | Bryan Coquard      | Francja   | Team Europcar                        | 164 pkt. |
| 3.      | Marcel Kittel      | Niemcy    | Team Giant-Shimano                   | 157 pkt. |
| 4.      | Alexander Kristoff | Norwegia  | Team Katusha                         | 127 pkt. |
| 5.      | André Greipel      | Niemcy    | Lotto-Belisol                        | 111 pkt. |
| 6.      | Mark Renshaw       | Australia | Omega Pharma-Quick-Step Cycling Team | 110 pkt. |
| 7.      | Greg Van Avermaet  | Belgia    | BMC Racing Team                      | 100 pkt. |
| 8.      | Vincenzo Nibali    | Włochy    | Astana Pro Team                      | 95 pkt.  |
| 9.      | Tony Gallopin      | Francja   | Lotto-Belisol                        | 87 pkt.  |
| 10.     | Tony Martin        | Niemcy    | Omega Pharma-Quick-Step Cycling Team | 76 pkt.  |

### Klasyfikacja górska
| Miejsce | Zawodnik             | Państwo   | Zespół                               | Punkty  |
| ------- | -------------------- | --------- | ------------------------------------ | ------- |
|         | Joaquim Rodríguez    | Hiszpania | Team Katusha                         | 51 pkt. |
| 2.      | Thomas Voeckler      | Francja   | Team Europcar                        | 34 pkt. |
| 3.      | Tony Martin          | Niemcy    | Omega Pharma-Quick-Step Cycling Team | 26 pkt. |
| 4.      | Vincenzo Nibali      | Włochy    | Astana Pro Team                      | 20 pkt. |
| 5.      | Alessandro De Marchi | Włochy    | Cannondale Pro Cycling               | 18 pkt. |
| 6.      | Blel Kadri           | Francja   | Ag2r-La Mondiale                     | 17 pkt. |
| 7.      | Thibaut Pinot        | Francja   | FDJ.fr                               | 16 pkt. |
| 8.      | Alejandro Valverde   | Hiszpania | Movistar Team                        | 12 pkt. |
| 9.      | Giovanni Visconti    | Włochy    | Movistar Team                        | 12 pkt. |
| 10.     | Nicolas Edet         | Francja   | Cofidis, Solutions Crédits           | 12 pkt. |

### Klasyfikacja młodzieżowa
| Miejsce | Zawodnik           | Państwo    | Zespół                               | Czas        |
| ------- | ------------------ | ---------- | ------------------------------------ | ----------- |
|         | Romain Bardet      | Francja    | Ag2r-La Mondiale                     | 47h 02' 24" |
| 2.      | Thibaut Pinot      | Francja    | FDJ.fr                               | +46"        |
| 3.      | Michał Kwiatkowski | Polska     | Omega Pharma-Quick-Step Cycling Team | +1' 38"     |
| 4.      | Tom Dumoulin       | Holandia   | Team Giant-Shimano                   | +12' 42"    |
| 5.      | Peter Sagan        | Słowacja   | Cannondale Pro Cycling               | +38' 07"    |
| 6.      | Tom-Jelte Slagter  | Holandia   | Garmin-Sharp                         | +52' 08"    |
| 7.      | Ion Izagirre       | Hiszpania  | Movistar Team                        | +53' 14"    |
| 8.      | Matteo Trentin     | Włochy     | Omega Pharma-Quick-Step Cycling Team | +1h 05' 27" |
| 9.      | Jesús Herrada      | Hiszpania  | Movistar Team                        | +1h 15' 52" |
| 10.     | Nelson Oliveira    | Portugalia | Lampre-Merida                        | +1h 17' 10" |

### Klasyfikacja drużynowa
| Miejsce | Zespół                               | Państwo           | Czas         |
| ------- | ------------------------------------ | ----------------- | ------------ |
|         | Ag2r-La Mondiale                     | Francja           | 141h 05' 43" |
| 2.      | Astana Pro Team                      | Kazachstan        | +3' 19"      |
| 3.      | Belkin Pro Cycling Team              | Holandia          | +4' 25"      |
| 4.      | Team Sky                             | Wielka Brytania   | +4' 56"      |
| 5.      | BMC Racing Team                      | Stany Zjednoczone | +21' 20"     |
| 6.      | Movistar Team                        | Hiszpania         | +22' 34"     |
| 7.      | Lampre-Merida                        | Włochy            | +27' 16"     |
| 8.      | Team Europcar                        | Francja           | +29' 23"     |
| 9.      | Omega Pharma-Quick-Step Cycling Team | Belgia            | +30' 07"     |
| 10.     | Trek Factory Racing                  | Stany Zjednoczone | +43' 31"     |